# Annibale Giordano
Annibale Giordano   (San Giuseppe Vesuviano, 20 de novembre de 1769 - Troyes, 13 de març de 1835) va ser un matemàtic i revolucionari italo-francès.

## Vida i obra
Giordano va néixer a San Giuseppe d'Ottajano (actualment: San Giuseppe Vesuviano), per això, en alguna ocasió de l'anomena com Annibale Giordano d'Ottajano. El seu pare, Michele, era el metge del rei Ferran IV i de la casa dels Medici d'Ottajano. El jove Annibale va estudiar a la Casa del Salvatore, l'escola que va ocupar la dels expulsats jesuïtes, sota la direcció de Nicola Fergola i el 1786, amb només disset anys, va presentar una memòria a l'Acadèmia de Ciències explicant una original i elegant solució del problema de Cramer.
A partir de 1789 va ser professor de matemàtiques de l'Acadèmia Militar Nunziatela, activitat que compaginava amb la direcció d'una escola privada, conjuntament amb el seu col·lega, el químic Carlo Lauberg. Pels alumnes d'aquesta escola van publicar conjuntament un llibre en dos volums titulat Principi analitici delle matematiche (1792).
A partir de 1790 es van comprometre amb cause republicanes i jacobines i el 1794 fou detingut i tancat al Castell de l'Ou, des de març fins que va ser jutjat el mes de setembre i va ser condemnat a vint anys de treballs forçats a l'illa de Pantel·leria, però la intervenció de Luigi de Medici (1759-1830) va fer que fos enviat pres al Castell de L'Aquila. El 1798 va ser alliberat per les tropes franceses i en entrar a Nàpols va ser un dels directors de la República Partenopea.
En caure la república i tornar Ferran IV, va ser jutjat i condemnat a mort el febrer del 1800, però va salvar la vida, potser amb delacions i compromisos, i va ser tancat a l'illa de Favignana fins que el juliol de 1801, va ser alliberat en un intercanvi de presoners amb França.
A partir de 1802 va viure a França, es va nacionalitzar francès amb el nom d'Annibal Jourdan i va ser registrador i topògraf al departament de l'Aube.